# إدريس بارزاني
إدريس مصطفى البارزاني (بالكردية: ئیدریس مستەفا بارزانی) سياسي عراقي كردي راحل، ولد في ناحية بارزان عام 1944، وتوفي في أرومية في إيران في 31 كانون الثاني 1987 إثر نوبة قلبية.

## سيرته الذاتية
إدريس البارزاني ابن الزعيم الكردي الراحل مصطفى البارزاني وشقيق رئيس إقليم كردستان السابق مسعود البارزاني. يشغل ابنه نيجيرفان منصب رئيس إقليم كردستان.
كان متزوجا من ابنة عمه أحمد البرزاني.
تلقى تعليما خاصا ودرس في مراكز دينية، غادر المدرسة وانضم لوالده وكان عضوا نشطا في الحزب الديمقراطي الكردستاني. مثل والده عام 1974 في المفاوضات مع الحكومة العراقية.
شغل إدريس رئاسة الحزب الديمقراطي الكردستاني بعد وفاة والده عام 1978 حتى وفاته عام 1987، حيث خلفه أخوه مسعود في رئاسة الحزب.
ساند إيران خلال الحرب العراقية الإيرانية واستقر في المنطقة الحدودية بين العراق وإيران، بينما كان أخوه مسعود يقود الحزب في أربيل. توفي في 31 كانون الثاني 1987 إثر نوبة قلبية.